# Ригатела I (Кјети)
Ригатела I (итал. Rigatella I) је насеље у Италији у округу Кјети, региону Абруцо.
Према процени из 2011. у насељу је живело 68 становника. Насеље се налази на надморској висини од 305 м.